# Posta aerea
La posta aerea è la corrispondenza che per poter essere recapitata in tempi più brevi rispetto alla posta ordinaria viene trasportata attraverso vettori aerei. Tale trasporto consente il recapito con notevole anticipo rispetto ai normali tempi di consegna.
Per usufruire di questo servizio aggiuntivo le poste dei vari Stati emettono dei francobolli appositi che hanno un valore nominale superiore a quelli della posta ordinaria. Inoltre le buste riservate a questo tipo di inoltro vengono corredate di una etichetta aggiuntiva, solitamente azzurra, con la scritta "posta aerea, air mail, par avion". Tali etichette permettono un facile riconoscimento della corrispondenza e minimizzano i tempi di smistamento della posta favorendo così un rapido inoltro verso i mezzi adibiti al trasporto.
Il servizio di posta aerea, dato l'evolversi dei trasporti mondiali che prediligono normalmente il trasporto aereo anche per la posta ordinaria nazionale è andato sempre più perdendo importanza ed ormai numerosi paesi, tra cui l'Italia che ha emesso l'ultimo valore nel 1973, non stampano più francobolli specifici.

Busta trasportata per via aerea durante la Crociera Nord Atlantica del Generale Italo Balbo

## Posta aerea in Italia
Nel maggio del 1917 le regie poste italiane emisero il primo francobollo ufficiale di posta aerea della storia, in occasione del "primo esperimento di posta aerea Torino-Roma Roma-Torino". Il "N°1" di posta aerea fu un francobollo ordinario per l'espresso da 25 centesimi, soprastampato in nero, con lo scopo di sottolineare l'evento, valido esclusivamente per il volo. Furono approntati per l'emissione speciali timbri, a Roma e a Torino.
Già in precedenza però sono noti alcuni timbri speciali ed etichette erinnofile riguardanti esperimenti di volo in tutta la penisola (il più noto è l'esperimento dell'aeroporto di Campo di Marte di Firenze, per il quale furono approntati anche speciali erinnofili ed un timbro).
Un altro esperimento fu effettuato sempre nel 1917, il giorno 27 giugno, con l'idrovolante Napoli-Palermo-Napoli, con un apposito francobollo "Espresso urgente" soprastampato con nuovo valore (25 centesimi su 40 centesimi). Anche questo speciale francobollo fu valido solo per il volo. Nel quadro dell'emissione furono realizzate anche due cartoline a beneficio della Croce Rossa Italiana.
Nel 1922 fu previsto il collegamento postale aereo tra Roma e Costantinopoli ed allo scopo fu sovrastampato il francobollo espresso da 25 centesimi rosa con la dicitura "Servizio Aereo Speciale Piastre 15" e la riproduzione di un aereo. L'iniziativa fu annullata per cause non chiare ed i francobolli subito ritirati e distrutti ad eccezione di 5/6 esemplari già posti in vendita. Questo è oggi uno dei più rari francobolli della collezione degli "Uffici Postali Italiani all'Estero".
Nel 1926 le poste emisero la prima serie ordinaria di posta aerea, che fu utilizzata ampiamente per i primi voli (tra cui Trieste-Torino-Trieste) e sovente si trovano documenti antichi di posta aerea con questi francobolli. Riemessa con maggiorazione e altri valori nel 1928, nel 1930 vide la luce per la posta aerea la serie ordinaria gemella della "Imperiale" di posta ordinaria, detta "Pegaso" (25 centesimi, 50 centesimi, 75 centesimi, 80 centesimi, 1 lira, 1,25 lire, 2 lire, 5 lire e 10 lire).

Il francobollo per la trasvolata aerea da 7,70 Lire

Nel 1930 fu emesso il primo francobollo commemorativo della posta aerea italiana, il 7,70 lire dedicato alla crociera aerea transatlantica Roma - Rio de Janeiro, piuttosto raro (sono noti circa 20.000 esemplari), di cui esistono buste viaggiate regolarmente su velivoli comandati dal generale Italo Balbo. Di questo francobollo è nota una celebre varietà che si trova nel foglio nella posizione nº22 della I Tavola, in cui sono rappresentate nel centro del disegno, sopra gli aeromobili, sette stelle anziché sei come nel francobollo normale.
Gli anni successivi hanno visto l'emissione di molti francobolli commemorativi, facenti parte delle grandi serie celebrative. Nel 1933 la nuova crociera del dirigibile LZ 127 Graf Zeppelin, fu occasione per l'emissione di una serie pittorica: questi francobolli speciali vennero utilizzati esclusivamente per i voli Zeppelin, con apposito timbro speciale in gomma figurato o timbro in acciaio tipo Guller speciale (Roma Posta Aerea - Zeppelin).

I cosiddetti "Trittici di Balbo"

Sempre nel 1933 fu emessa anche una serie dedicata alla crociera aerea del decennale, con francobolli a tre elementi, detti quindi "trittici (vedi trittico della crociera nord-atlantica), noti in ambito filatelico come "i trittici di Balbo". La serie ufficiale è composta da due trittici, di 5,25 lire + 19,75 lire e di 5,25 lire + 44,75 lire. L'emissione è nota ai collezionisti per l'uso speciale che fu effettuato di questi francobolli (ogni pilota infatti aveva la posta personalizzata con le proprie sigle apposte in soprastampa sui francobolli) e per il cosiddetto "volo di ritorno", francobollo soprastampato. Si tratta di una rarità filatelica italiana, in quanto il francobollo non venne mai utilizzato: non fu infatti autorizzato dalle poste statunitensi, in quanto la direzione generale delle regie poste italiane aveva inviato la richiesta troppo tardi.
Alcuni esemplari del francobollo da 5,25 lire + 44,75 lire (tiratura 5.000 esemplari) furono soprastampati per il "servizio speciale" aereo, una specie di emissione esclusiva, valida solo per il volo, per la corrispondenza inviata alle autorità. Furono in tutto affrancate solo 210 lettere ufficiali. Due di queste furono recuperate dal relitto dell'aereo Savoia-Marchetti S.55 matricola I-DINI, precipitato il 1º luglio del 1933 per un incidente. L'uso di questi francobolli era specifico per un determinato volo dedicati al trasporto postale, compreso quello del generale Balbo. Sono note inoltre alcune interessanti varietà.
Nel 1934 fu emessa la serie del "primo volo diretto Roma-Buenos Aires", con 4 valori soprastampati esclusivi per il volo. Gli aviatori Lombardi e Mazzotti, a causa di un errore di rotta e del conseguente scarso carburante, furono costretti ad atterrare a Fortaleza in Brasile. La posta poi venne trasportata dalla Pan American Airways a Buenos Aires, contrassegnando la corrispondenza con un suo timbro rettangolare color violetto ("trasportado por cortesia Pan American").

Il francobollo del 1934 per il servizio di stato aereo

Il 5 novembre dello stesso anno fu emessa la serie per il volo Roma-Mogadiscio, serie riproposta anche nel giro di tutte le colonie italiane, con sei valori (1, 2, 3, 4, 5, 8 e 10 lire), usati solo per il volo speciale.
Anche di questa speciale emissione fu realizzato un francobollo "servizio speciale", detto dai collezionisti "Coroncina" (il 10 lire color ardesia, con soprastampa oro). Il timbro su questo francobollo reca la scritta "Roma - Posta Aerea Speciale".
Dopo varie emissioni commemorative di posta aerea e di posta aeroespressa (servizio veloce), quest'ultimo con francobolli da 2,25 lire e da 2 lire anche ordinari aerei della serie "Pegaso", alcuni francobolli di posta aerea "Propaganda di guerra" rimasero per molti anni negli archivi del Poligrafico perché non emessi: si trattò di una serie di tre valori (50 centesimi, 1 lira e 2 lire).
Per l'uso specifico, vennero soprastampati nel 1943 alcuni esemplari della posta ordinaria aerea con la soprastampa "P.M." ("posta militare"), in servizio per usi militari ma anche utilizzata dalla popolazione. Gli stessi francobolli furono soprastampati nella Repubblica Sociale Italiana con soprastampa "G.N.R." quasi esclusivamente, almeno per gli alti valori, per scopi filatelici. Le soprastampe vennero realizzate a Brescia e a Verona, presso delle tipografie private autorizzate.
Con l'avvento della Repubblica Italiana, la posta aerea ritornò ad avere il suo corso regolare. I trasporti videro grandi innovazioni, grazie ai velivoli sperimentati nella guerra. Il 100 lire della serie ordinaria di posta aerea detta "Democratica" ad esempio venne realizzato per coprire il porto di una lettera raccomandata per l'Argentina, paese che ospitava numerosi emigranti italiani. Per questo uso speciale vennero realizzati anche dei falsi da alcuni privati per frodare la posta e i propri connazionali. Il falso venne presto scoperto (sono note alcuni singoli sciolti e buste).
In seguito furono emessi numerosi francobolli ordinari e commemorativi: le due serie ordinarie aeree "Democratica" e "Aereo sul Campidoglio", la serie commemorativa dedicata a santa Caterina da Siena (valori da 100 lire e 200 lire) e la serie commemorativa dedicata alla radio. Altri francobolli furono riemessi in vari tipi di filigrana sia ordinari, sia commemorativi per varie ricorrenze. L'ultimo francobollo con la dicitura posta aerea è del 1973, il 150 lire con "veduta stilizzata dell'Accademia di Pozzuoli", della serie dedicata al cinquantennale dell'Aeronautica Militare italiana.
Agli inizi del XXI secolo la posta aerea è caduta in disuso, sostituita in tutto il mondo dalla posta prioritaria, che comunque oltre i confini italiani si avvale sempre di mezzi aerei.

### Aviatori italiani e missioni
Elenco di aviatori italiani e delle loro principali missioni, in cui sono state trasportate buste con affrancatura:
Mario De Bernardi (1893-1959)
- 1917 - Volo Torino-Roma-Torino (primo francobollo aereo del mondo)
- 1941 - Volo Milano Linate-Guidonia (Roma) (primo volo postale con aereo a reazione)

Arturo Ferrarin (1895-1941)
- 1920 - Raid Roma-Tokio

Francesco De Pinedo (1890-1933)
- 1925 - Raid Sesto Calende-Melbourne-Tokio-Roma (su idrovolante SIAI S.16ter "Gennariello", con motore Lorraine-Dietrich 12 Db da 400 CV (298 kW).)
- 1927 - Raid delle Due Americhe (emissione del raro francobollo di Terranova soprastampato in rosso per De Pinedo)
- 1928 - Crociera del Mediterraneo occidentale (Orbetello-Elmas-Pollenza (Maiorca)-Los Alcázares-Porto Alfaques (San Carlos de la Ràpita)-Berre-Orbetello) (61 idrovolanti)
- 1929 - Crociera del Mediterraneo orientale (Taranto-Odessa-Orbetello) (35 idrovolanti)

Umberto Nobile (1885-1978)
- 1926 - Volo polare del dirigibile Norge Roma-Alaska
- 1928 - Volo polare del dirigibile Italia (con il recupero di Nobile tra i ghiacci. Busta con timbro "Volata sulla Tenda Rossa")

Italo Balbo (1896-1940)
- 1930-1931 - Crociera aerea transatlantica Italia-Brasile (Francobollo d'Italia Roma-Buenos Aires da 7,70 Lire) (14 idrovolanti, 11 arrivati)
- 1933 - Crociera aerea del Decennale (25 idrovolanti) (affrancature con francobolli di posta aerea e servizio speciale del Regno d'Italia e delle colonie italiane)

Francis Lombardi (1897-1983)
- 1934 - Volo diretto Roma-Buenos Aires
- 1934 - Volo Roma-Mogadiscio (emissione di serie del Regno d'Italia e di tutte le colonie. In Somalia emissione del francobollo soprastampato "11 novembre 1934 Servizio Aereo Speciale" sul valore da 25 centesimi della serie per la Mostra Internazionale d'Arte Coloniale)

#### Le trasvolate di Italo Balbo

Trittici con sovrastampata la matricola del I-CALO, 2º velivolo della squadriglia verde cerchiata

Dal 17 dicembre 1930 al 16 gennaio 1931 fu compiuta dal generale Italo Balbo la prima crociera aerea transatlantica Roma - Rio de Janeiro e per l'occasione fu emesso, con tiratura di 200.000 esemplari, un particolare francobollo di posta aerea che aveva validità limitata alla crociera stessa (successivamente ben 180.000 esemplari vennero inceneriti). La squadriglia era composta da 12 Idrovolanti S55. La vignetta raffigurava gli idrovolanti in volo e sullo sfondo la costellazione della Croce del Sud composta di sei stelle. Su alcuni di questi valori, solo 1 su 200, un errore della stampa fece apparire una settima stella, andando così a costituire una pregiata varietà tra i 20.000 esemplari ancora esistenti. Fu nuovamente il generale Balbo a guidare la squadriglia che nel 1933 compì la più imponente delle trasvolate oceaniche di tutti i tempi, con ben 25 idrovolanti ed il più lungo percorso fino ad allora effettuato: la crociera Nord-Atlantica. Per questa nuova impresa furono emessi appositi valori in "trittico". Erano francobolli di Posta Aerea così chiamati perché composti da tre parti distaccabili. Nella centrale vi era raffigurato il Re Vittorio Emanuele III ed aveva un valore di Lire 5,25. La pala destra aveva un valore di 44,75 Lire o di 19,75 Lire. Nella pala sinistra vi era raffigurata la bandiera italiana con lo stemma sabaudo ed era una bandella senza valore con sovrastampata l'iniziale del cognome di ognuno dei piloti. Nel volo di ritorno da New York, era previsto l'uso di 500 francobolli che sulla pala destra recavano la sovrastampa "Volo di Ritorno NEW YORK-ROMA". Il Postmaster General americano non fece in tempo ad autorizzarne l'uso ed i valori rimasero inutilizzati andando a costituire uno dei pochi casi di valori regolarmente emessi e non usati. Oggi il "trittico del volo di ritorno" è tra i pezzi più ambiti dai collezionisti di tutto il mondo ed ha avuto nel 2009 una quotazione di 57.000 €, rarissimo è il "Volo di ritorno" con filigrana "lettere": ne esistono 3 esemplari.

### Francobolli di Trieste (Zona A e B)
I francobolli rispettivamente della Repubblica Italiana e della Repubblica Jugoslava per il Territorio Libero di Trieste furono soprastampati dall'Amministrazione militare anglo-statunitense che comandava la Zona A e dall'Amministrazione jugoslava che invece comandava la zona B, con le soprastampe "AMG-FTT" (Zona A) e "STT-VUJA" (Zona B). Le serie italiane di posta aerea che vennero soprastampate furono quella "Democratica", quella del "Cinquantenario dell'invenzione della radio" e "Aereo sul Campidoglio", con due diverse soprastampe (più larga e più stretta a caratteri fini).
Per la Zona B furono soprastampati molti francobolli jugoslavi, anche commemorativi, e furono realizzati ex novo dei francobolli speciali per Trieste. Il francobollo più importante di Posta aerea è il 300 dinari dedicato al Congresso d'esperanto del 1953, stampato in due tirature (violetto e verde, 12.000 esemplari, e lilla e verde, 375 minifogli di 8 esemplari) (omologo del francobollo emesso sempre con lo stesso soggetto in Jugoslavia, con colori diversi).
Nella Venezia Giulia, sempre sottoposta agli anglo-americani, venne inoltre soprastampata l'intera serie "Democratica" e il 50 centesimi della serie "Pegaso" con la soprastampa in colore nero "A.M.G. V.G." ("Allied Military Gouvernament - Venezia Giulia").

### Posta aerea nelle colonie italiane e nelle zone di occupazione
Nelle diverse colonie italiane furono approntati in molti casi specifici francobolli la singola colonia. Per le colonie africane, in particolare Libia ed Eritrea, furono realizzati numerosi francobolli ordinari e commemorativi.
In Libia la prima serie di posta aerea è del 1928, ottenuta soprastampando “Libia” ai francobolli del Regno d'Italia da 50 e 80 centesimi. Si tratta della prima emissione dedicata, ma l'uso della posta aerea si era già diffuso e molti uffici a metà degli anni venti si erano dotati di timbri per vari servizi, compresa la posta aerea.

Francobollo aereo della quinta Fiera di Tripoli del 1931

Oltre alle serie ordinarie emesse con paesaggi africani, furono realizzati valori di posta aerea per l'inaugurazione della strada litoranea libica, poi soprastampati per la Fiera di Tripoli il 24 aprile 1937. Tra le altre serie dedicate alla Fiera di Tripoli, alla quale furono dedicati complessivamente 31 francobolli, sono particolarmente rari i valori alti della serie commemorativa della VII Fiera, del 1934 (5 lire, 1, 10 lire, 2, 25 lire e 3 lire), che ebbero una tiratura di circa 8.000 esemplari ciascuno.
Per la Somalia italiana la prima serie di posta aerea fu emessa nel 1934 per la II mostra d'arte coloniale di Napoli (6 valori), in serie con altrettanti valori per la serie di posta ordinaria. Questa serie si conosce usata anche in forma completa su busta aerogramma.
Giri filatelici (insieme di francobolli con il medesimo soggetto) per la posta aerea furono emessi nel 1933 e comprendono le serie dedicate ai voli Zeppelin e quelle dei "trittici" (come il trittico della crociera nord-atlantica): oltre alla serie principale del Regno d'Italia, furono emesse due serie gemelle in Cirenaica e Tripolitania, con una tiratura di 20.000 esemplari ognuna, e la serie della II mostra d'arte coloniale (6+6 valori per ogni colonia, con soggetti diversi).

I francobolli del servizio speciale di Stato delle colonie italiane

Nel 1934 fu emesso un giro per il "Volo Roma-Mogadiscio", che comprendeva serie per l'Italia, ma anche per Somalia, Eritrea, Tripolitania e Cirenaica, piuttosto rare, specie se usate con annullo originale. Della stessa emissione speciale vennero realizzati per ogni colonia anche i “servizio speciale”, rarissimi francobolli utilizzati per un trasporto limitatissimo di buste dagli uffici statali, gemelli della cosiddetta “Coroncina” del Regno d'Italia, ma assai più rari (750 esemplari soltanto).
Anche in Eritrea, Tripolitania e Cirenaica vennero realizzati francobolli commemorativi di posta aerea, ma utilizzati solo per scopi filatelici. In Tripolitania furono emesse nel 1931 la serie per l'Istituto agricolo coloniale italiano e il 1º maggio del 1934 la serie speciale per il "Circuito delle Oasi", con la tiratura di 5.000 esemplari.
Per l'Eritrea venne emessa una serie dedicata di posta aerea nel 1936 quando il servizio aereo fu del tutto assicurato nel territorio, con 10 valori (dal 25 centesimi al 10 lire). Le emissioni generali e dell'Africa orientale italiana (AOI) furono utilizzate largamente in Africa, in tutti gli uffici principali, specialmente a Bengasi, Asmara, Addis Abeba, Mogadiscio, Chisimaio. Anche sotto questa dicitura vennero emesse alcune serie di posta aerea, che risultano essere largamente usate.

### Isole dell'Egeo

Francobollo della serie Zeppelin per le Isole dell'Egeo

Nella principale isola di Rodi e in moltissime altre isole dell'Egeo erano presenti uffici postali italiani, che dagli anni dieci usarono francobolli propri. Nel 1923 l'Italia prese pieno possesso del Dodecanneso, e qui stabilì alcuni uffici. Il primo annullo dedicato per la posta aerea venne realizzato a Rodi ("Posta Aerea - Rodi (Egeo)"). Dal 1930 vennero realizzati francobolli di posta aerea, con la soprastampa "Isole italiane dell'Egeo", utilizzando gli stessi soggetti delle serie del Regno d'Italia, con nuovi colori. Tra queste serie si segnalano la serie per la crociera Zeppelin, i trittici di Balbo e la serie per il Campionato mondiale di calcio 1934.
Nel 1941 venne realizzato il 50 centesimi della serie "Pegaso" soprastampato "Isole Jonie". Lo stesso francobollo venne soprastampato dall'occupazione tedesca in nero e in rosso con caratteri greci (insieme a tre valori di posta ordinaria). Il loro uso su busta è raro. Dalle Isole dell'Egeo provengono inoltre la serie dell'occupazione tedesca soprastampata "Pro sinistrati" e francobolli di posta aerea di Rodi con soprastampa in argento e con sovrapprezzo di 2 lire ciascuno, che hanno avuto un uso solo filatelico.

### Occupazioni militari tedesche della seconda guerra mondiale
Durante la seconda fase della seconda guerra mondiale l'occupazione tedesca dei territori italiani determinò l'emissione di francobolli soprastampati, piuttosto rari: si tratta di un'emissione della serie "Pegaso" d'Italia soprastampata per Zara "Deutsche Besetzung Zara" del 1943 (valori da 5 lire, con tiratura di 130 esemplari, e da 10 lire, con tiratura 50 esemplari).
Nelle isole di Cefalonia e Itaca l'occupazione italo-tedesca realizzò una serie importante di francobolli soprastampando francobolli greci in corso negli anni quaranta, compresa la posta aerea, spesso soprastampati in coppia, specie nei formati più piccoli. Anche nell'isola di Zante vennero soprastampati a mano con un punzone di legno alcuni francobolli greci.
La zona di Lubiana e di Fiume subirono prima l'occupazione italiana e poi quella tedesca. Questo è documentato in molti francobolli di posta ordinaria e di posta aerea, costituiti da francobolli jugoslavi soprastampati come "R. Commissariato Civile - Territori Sloveni - occupati - Lubiana" e come "Alto Commissariato per la Provincia di Lubiana", questi ultimi non emessi. Dal 1944, in seguito all'annessione alla Germania vennero sostituiti da francobolli delle serie "Imperiale" e "Pegaso", proprie dell'area, con soprastampe recanti l'aquila tedesca.
In Montenegro furono prima soprastampati, in caratteri latini e cirillici, molti valori jugoslavi di posta aerea, compresi quelli più alti di 40 e 50 dinari, e il 50 centesimi della serie "Pegaso" e alcuni valori della serie "Imperiale", con soprastampa in rosso in caratteri cirillici. Nel 1943 furono soprastampate anche le serie ordinaria e aerea (quest'ultima con 6 valori) "Serto della montagna" e molti di questi ultimi furono successivamente soprastampati dagli occupanti tedeschi.

### Costantinopoli
Nel dicembre del 1921 l'ufficio postale italiano di Istanbul preparò un francobollo di posta aerea, che avrebbe dovuto avere valore legale in seguito ad un accordo con il governo turco e con la compagnia aerea francese "Cidna", la quale tuttavia si rifiutò di trasportare sui suoi aerei corrispondenza non affrancata con francobolli francesi: il progetto fallì e l'unico foglio di francobolli già stampato venne incenerito, tranne 5 o 6 esemplari che vennero conservati per ricordo e firmati "specimen" ("prova") e sono i francobolli più rari delle colonie italiane.

## Posta aerea in Europa
I primi esperimenti di posta aerea si ebbero in Francia con i "ballons montés" palloni aerostatici che in maniera prima sperimentale e poi con maggiore frequenza trasportavano la corrispondenza per alcune città francesi.
Anche in Germania vennero effettuati alcuni voli sperimentali, anche con razzi o velivoli poco funzionali. Una serie di francobolli privati furono emessi da società di volo.
In Svizzera furono emessi speciali francobolli intorno agli anni venti, marche affrancate per i primi voli sulle Alpi, ad esempio tra Svizzera, Germania e Austria, con piccolo aeromobili bimotori o quadrimotori: a testimonianza di questi primi voli, oltre ad alcuni francobolli, furono emesse buste o aerogrammi con annulli speciali figurati.
I voli sul Mare del Nord furono più frequenti solo dagli anni trenta e sono testimoniati da francobolli di Danimarca, Norvegia, Svezia e più tardi Finlandia.
Molti paesi prima di dotarsi di francobolli specifici di posta aerea utilizzarono per il medesimo scopo i francobolli della posta ordinaria: l'uso aereo è identificabile dal timbro e talvolta dal tipo di busta. Alcuni paesi come la Gran Bretagna, sue isole e territori europei, e la Groenlandia, hanno da sempre utilizzato per la posta aerea solo francobolli ordinari, quindi non esistono francobolli espressamente con dicitura "Posta aerea" di questi territori.
Elenco delle principali date di emissione dei primi francobolli espressamente dedicati alla posta aerea in Europa:
- Andorra francese - 1950 - Camosci e montagne - 100 Fr. blu-nero - 1 valore;
- Andorra spagnola - 27 giugno 1951 - Veduta - 1 peseta, violetto - tiratura 200.000 esemplari;
- Armenia - 25 agosto 1992 - 2 R. Simboli ed emblemi - 1 valore;
- Austria - 30 marzo 1918 - Serie di 3 valori, soprastampa "Flugpost" e un valore, con tiratura complessiva di 95.028 serie complete (ristampate anche su carta grigia);
- Belgio - 30 aprile 1930 - Aerei su città - serie di 5 valori (4 valori più una ristampa del 5 franchi);
- Città del Vaticano - 22 giugno 1938 - Posta aerea, soggetti vari - serie di 8 valori - fogli di 100 esemplari (noti anche con soprastampa "Saggio" in rosso o nero); altre note serie di Posta aerea vaticane sono "Tobia" (2 valori del 1948), "UPU" (2 valori del 1949, "Graziano" (2 valori del 1951 e "Cupoloni" (serie aerea con la cupola di San Pietro, 2 valori del 1953);
- Croazia - 9 settembre 1991 - Inaugurazione del servizio postale aereo nella Repubblica di Croazia - Collegamento Zagabria-Ragusa - 1 valore dentellato 11x10½ o dentellato 14;
- Danimarca - 1925-1929 - Aereo in volo e aratore - serie di 5 valori, con tiratura di 60.000 serie;
- Estonia - 1919 - Aereo in volo - Francobollo triangolare da 5 m;
- Finlandia - 17 settembre 1930 - francobollo ordinario soprastampato in rosso "Graf Zeppelin 1930" - valido per il Volo Graf Zeppelin (usato per 7 giorni): di questo francobollo è nota una varietà con la data errata (1830 invece che 1930); altra serie del 20 marzo 1944 - 20º anniversario del servizio postale aereo della Aero O.Y. (1923-1943) - 1 valore, di uso comune;
- Francia - 1927 - Primo salone internazionale dell'aviazione e della navigazione di Marsiglia - Francobolli ordinari soprastampati con un aereo e la scritta "Poste Aérienne" in nero (2 franchi e 5 franchi) - tiratura di 65.000 serie vendute; nel 1928, furono emessi due valori ordinari del tipo "Berthelot" e "Pasteur" soprastampati "10 Fr"[4].
- Germania - 10 giugno 1912 Posta aerea sul Reno e sul Meno - serie di 3 valori di francobolli per l'uso aereo, non ufficiali della posta. Furono inoltre emesse soprastampe anche per gli usi speciali sui voli: "Gelber Hund" 1 marco. su 10 pfennings. (per il volo sul monoplano omonimo) e 2 valori soprastampati "E.EL.P." per il volo su dirigibile "Schwaben". Nell'ottobre 1919 furono inoltre emessi due valori da 10 e 40 pfenning, con soggetti aerei, per l'uso comune della posta aerea (primi francobolli delle poste tedesche);
- Germania Baviera - ottobre 1912 Esperimento di Posta Aerea - 25 pf. blu di Prussia, dragone con la scritta "Luftpost" - Dent. 11½ - raro uso di Posta Aerea;
- Grecia - 23 ottobre 1926 - Posta Aerea (serie semiufficiale) - Idrovolante Savoia Marchetti "S-55" in volo su sfondi vari - Serie di 4 valori. Esistono anche con soprastampa semiufficiale per la Fiera del Levante di Bari del 1933. Nel 1933 la Grecia emise due serie, una dedicata al volo Zeppelin Roma-Rio de Janeiro (Serie di 3 valori) e due serie di Posta Aerea per il trasporto da parte della Compagnia Aerea "Aero Espresso Italiana", in servizio sulla tratta Italia-Grecia-Turchia (la Serie bicolore del 10 ottobre di 7 valori e la Serie del 2 novembre sempre di 7 valori);
- Irlanda - (7 aprile) 1948/1965 - Soggetti vari e Angeli in volo - serie di 5 valori, emessi in vari anni;
- Islanda - (31 maggio) 1928/ (1º luglio) 1929 - Soprastampa di un aereo su francobolli ordinari (2 valori); nel 1931 fu inoltre emessa una serie di 3 valori per il volo Graf Zeppelin, soprastampa "Zeppelin 1931", con tiratura di 40.000 serie complete;
- Jugoslavia - 15 giugno 1934 - Aereo RO VII "Roland" in volo su paesaggi diversi - Serie di 5 valori (Il 3d. è stato soprastampato a lutto per la morte del Re Alessandro I nel 1935);
- Lettonia - 1921 - Aereo su Riga - Serie di 2 francobolli triangolari - Noti anche non dentellati;
- Liechtenstein - 12 ottobre 1930 - Aeroplano in volo su paesaggi diversi - serie di 6 valori con tiratura di 54.478 esemplari; nel 1931 fu inoltre emessa la serie di 2 valori per il volo Graf Zeppelin (1 franco e 2 franchi), con tiratura di 27.800 serie complete;
- Lituania - 1921 - Inaugurazione del servizio postale aereo - Serie di 7 francobolli;
- Lussemburgo - 1931/1933 - Aeroplano in volo e veduta di Lussemburgo - serie di 6 valori;
- Malta - 1º aprile 1928 - francobollo ordinario con un valore da 6 p. soprastampato "Air mail" (uno dei pochi francobolli espressamente di posta aerea del periodo antico inglese);
- Sovrano Militare Ordine di Malta - 1º dicembre 1982 - a seguito di una convenzione postale con il Cile - Serie di 2 valori in coppia;
- Principato di Monaco - 1933 - Tipo di posta ordinaria soprastampato - 1,50 franchi su 5 franchi, verde e rosa lilla (noto anche non dentellato);
- Norvegia - 13 giugno 1927 - 45 öre azzurro verde - Aereo e castello di Akershus, con tiratura di 314.000 esemplari e riemesso nel 1934, con riquadro spesso e completo; nel 1925, in occasione della spedizione di Amundsen al Polo Nord, era inoltre stata emessa una serie di 7 valori, dove figura un piccolo aereo che vola e un orso bianco;
- Paesi Bassi - 1º maggio 1921 - Allegoria. Serie di posta aerea - Serie di 3 valori (10c., 15c. e 60c.); un francobollo olandese di posta aerea del 1933, di formato triangolare, fu emesso contemporaneamente delle Indie olandesi per il volo speciale Amsterdam-Batavia e ritorno;
- Portogallo - novembre 1936/1941 - Posta Aerea, Elica d'aereo - Serie di 10 valori (noti anche non dentellati);
- San Marino - 11 giugno 1931 - Posta Aerea, Veduta - Aquila in volo - Serie di 10 valori (tra cui il 10 lire azzurro, con tiratura di 9.500 esemplari); parte della stessa fu soprastampata per il volo Graf Zeppelin nel 1933, in nero, con scritte e riproduzione dello Zeppelin);
- Russia (URSS) - 1922 - Francobollo ordinario da 45 r. nero e verde, soprastampato con un piccolo aereo - 1 valore (Viaggiato su busta è molto raro). Dello stesso anno, emessi il 15 luglio Francobolli aerei in marchi tedeschi, ottenuti soprastampando marche fiscali in rosso "Vozdusna/a Poshta / R.S.F.S.R.", Serie di 8 valori (rari);
- Sarre - 1928 - Aereo in volo su Sarrebruck - Serie di 2 valori;
- Serbia - 10 luglio 1941 - Occupazione tedesca - Francobolli di Posta aerea di Jugoslavia soprastampati "Serbien" - Serie di 10 valori;
- Spagna - 4 aprile 1920 - francobolli ordinari del 1909-1919 soprastampati "Correo Aereo" (valori da 5 c., 10 c., 25 c., 50 c. e 1 peseta)- serie di 5 valori e un raro "non emesso da 30 c.); esistono non dentellati (5c., 10c., 50c. e 1 peseta); la Spagna ha emesso fino al 1983 ben 303 francobolli di posta aerea, più 6 di servizio aereo (per il Congresso postale panamericano del 1931); furono inoltre presenti emissioni private e locali di posta aerea, che in alcuni casi non risultano sui cataloghi ufficiali (come ad esempio quelle della compagnia aerea delle Isole Canarie). Le serie ufficiali sono soprastampate solitamente su francobolli spagnoli ordinari, oppure su serie con soggetti vari, riconosciute postalmente, tra cui la serie per le Asturie e Leon, Barcellona, Canarie (57 francobolli soprastampati e 3 foglietti), e le cosiddette emissioni nazionaliste di Burgos, Lugo, Pontevedra e San Sebastiano;
- Svezia - 1912 - Precursore di Posta Aerea - emissione semiufficiale di beneficenza, senza valore di affrancatura - (60 ö) violetto, con tiratura di 5.192 esemplari (venne associato solo per il 21, 22 e 26 settembre 1912 ad un francobollo ordinario da 10 ö); venne in seguito usato soprastampato nel 1937 per il giubileo reale; nel 1920 fu inoltre emessa una serie di 3 valori, costituiti da francobolli ordinari con soprastampa in azzurro "Luftpost", prima serie ufficiale della posta svedese;
- Turchia - 13 luglio 1934 - Inaugurazione della linea aerea Ankara-Istanbul - Francobolli ordinari soprastampati - Serie di 5 valori.

## Posta aerea nel resto del mondo
L'uso di posta aerea è stato spesso effettuato prima dell'emissione di francobolli dedicati al servizio; il servizio veniva segnalato con timbri appositi. Le emissioni speciali sono spesso legate all'avvio di un servizio periodico di trasporto di posta per mezzo aereo.

## Glossario
- Aeroespresso: Servizio di Posta aerea con trasporto prioritario, in uso negli anni trenta. Speciali francobolli vennero emessi per questo uso.
- Aerofilia: collezionismo di materiale cartaceo sulla posta aerea.
- Airgraph: biglietto usato in modo speciale dal servizio postale militare britannico, ideato per l'inoltro aereo di una gran quantità di corrispondenza, tramite microfilm: all'arrivo i biglietti microfilmati erano nuovamente trasferiti su supporto cartaceo e inviati al destinatario. Un simile servizio ("V-mail") esisteva anche negli Stati Uniti.
- Piccionigramma: messaggio trasportato mediante dei piccioni viaggiatori, in casi particolari anche con servizi regolari. Uno dei servizi regolari venne effettuato tra il 1897 e il 1908 nell'isola della Grande Barriera in Nuova Zelanda, da parte di due agenzie specializzate, che emisero per il loro servizio, speciali francobolli triangolari.
- Posta catapultata: posta trasportata da velivoli aerei che, in pacchi sistemati sulla tolda delle navi transatlantiche, venivano catapultati a terra sulla costa, ad una certa distanza, per velocizzare le operazioni di trasporto.
- Posta razzo: Posta trasportata in via sperimentale da piccoli razzi: sono noti una serie di esperimenti, tra cui uno in Italia. Per celebrare questi lanci furono anche realizzati speciali chiudilettera e marche erinnofile.